# Worcester Parmän
Worcester Parmän är en äppelsort som har sitt ursprung i England. Äpplet är främst ett ätäpple, men fungerar även i köket, för äppelmust till exempel. Skalet är av en mestadels röd färg. Blomningen på detta äpple är sen, och äpplen som pollineras av Worcester Parmän är bland annat, Charles Ross, Cox Orange, Discovery, Gyllenkroks Astrakan, James Grieve, Katja, Oranie och Spartan. I Sverige odlas Worcester Parmän gynnsammast i zon I-II. Typisk storlek bredd 64mm, höjd 61mm. Stjälk 3x13mm. C-vitaminhalt 16,5mg/100gram. Worcester parmän måste kartgallras.
Sorten började att säljas i Sverige år 1904 av Bissmark Plantskola i Halmstad.